# 렌나 쿠르마
렌나 쿠르마(에스토니아어: Lenna Kuurmaa, 1985년 9월 26일 ~ )는 에스토니아의 방송인으로 본직은 싱어송라이터이다. 에스토니아 여성 록 밴드인 바닐라 닌야의 메인 보컬이었다. 2009년 바닐라 닌야의 해체 이후 그녀는 솔로 아티스트로 활동 중이다. 그녀는 2010년 그녀의 이름을 본따 렌나라는 밴드를 결성했고, 2010년 6월 데뷔 앨범인 Lenna를 발표했다.

## 경력
1990년부터 2002년까지, 그녀는 에스토니아 공영방송인 ETV에서 성악대에서 활동하였다. 이후 2000년부터 2006년까지 탈린 음악학교에서 교사 '우르보 우이보칸드'아래 바이올린을 배웠다. 1997년부터 2002년까지는 '에스터 레파'와 '루드밀라 이사코바'아래 보컬 트레이닝을 받았다. 2002년, 그녀는 3명의 친구들과 록 밴드인 바닐라 닌야를 결성했다. 2009년 해체 이후, 그녀는 예명 '렌나'(Lenna)로 솔로 아티스트로 활동하게 된다. 그리고 2010년 6월 그녀의 레이블인 Mortimer Snerd와 함께 첫 솔로 앨범인 Lenna를 발매했다. 이 앨범의 전곡은 렌나 본인과 작곡가 '바이코 에플릭'에 의해 씌여졌으며, 바이코 에플릭이 프로듀싱을 하였다. 그는 레이블 Mortimer Snerd의 사장이기도 하다. 2010년 상하이 엑스포에서 직접 공연하기도 했다.

### 유로비전 송 콘테스트
렌나 쿠르마는 유로비전에 참가하기 위해 자국 오디션에 여러 번 참가하였다.
- 2003년, 바닐라 닌야의 리드보컬을 맡아 "Club Kung-Fu"라는 곡으로 유로비전에 참가하려 했지만, 당시 자국 오디션인 유로 라울 결선에서 떨어지게 된다. 하지만 이 곡은 에스토니아 내에서 히트를 쳤다.[3]
- 2005년, 바닐라 닌야의 리드보컬을 맡아 "Cool Vibes"라는 곡으로 우크라이나 키예프에서 열린 유로비전 송 콘테스트 2005를 참가하게 된다. 결선 8위라는 좋은 성적으로 콘테스트를 마치게 된다. 하지만 참가하게 된 국가는 스위스였고 스위스가 유로비전 송 콘테스트에서 좋은 성적을 받기위해 에스토니아 가수를 쓴 것 아니냐는 의혹도 제기되었다.
- 2007년, 바닐라 닌야의 리드보컬을 맡아 "Birds of Piece"라는 곡으로 당시 자국 오디션인 유로 라울을 참가하였지만, 결선에 통과하지 못하고 떨어지게 된다.
- 2010년, 솔로로 활동을 시작한 2010년, 그녀는 솔로곡인 "Rapunzel"(라푼젤)로 자국 오디션 에스티 라울에 참가하였지만, 말콤 링컨의 "Siren"에 밀려 2위로 마무리 지어 유로비전엔 참가하지 못하였다. (말콤 링컨의 곡 "Siren"은 유로비전 송 콘테스트에서 결선에 통과하지 못한다.)
- 2012년, 솔로곡 "Mina jään"(난 여기 남을거에요)으로 에스티 라울에 참가하였지만, 오트 레플란드의 곡 "Kuula"에 밀려 2위로 마무리 지어 유로비전에 참가하지 못하였다. (오트 레플란드의 곡 "Kuula"는 결선 6위, 100표를 차지하며 대회를 끝냈다.)
- 2014년, 곡 "Supernoova"(초신성)으로 예선 에스티 라울에 참가할 예정이다.

## 연기와 방송생활
2007년, 에스토니아 버전의 "사운드 오브 뮤직"과 "왕과 나"의 뮤지컬 배우로 활동한 적이 있다. 같은 해, 영화 "Kuhu põgenevad hinged"의 주인공을 맡기도 했으며, 드라마 "Kodu keset linna"에서 주인공을 맡았다. 2010년엔 범죄 수사 드라마인 "Kelgukoerad"에서 에스토니아 경찰 수사관을 맡았고, 2012년엔 핀란드 수도 헬싱키의 구역인 Vuosaari를 본따 만든 핀란드 영화인 "Vuosaari"의 주인공을 맡았다. 하지만 앞으로 크게 연기를 하고 싶은 생각은 없다고 하였다.
2006년에는 음악 대회인 Laulukarussell(노래 회전목마)의 호스트를 맡았으며, 2007년부터 에스토니아 라디오 방송사 "스카이 플러스"에서 라디오 쇼를 진행하고 있다.

## 음반 목록
- Lenna (2010)
- Teine (2013)